# فيلي هيل
فيلي هيل (بالإنجليزية: Willie Hill)‏ هو لاعب كرة القدم الكندية أمريكي، ولد في 24 يونيو 1981.

## وصلات خارجية
- ويلي هيل على موقع مرجع كرة القدم المحترفة.كوم (الإنجليزية)